# Mattig
La Mattig est une rivière autrichienne de 55 km qui coule dans les lands de Salzbourg et de Haute-Autriche. C'est un affluent de la rive droite de l'Inn, donc un sous-affluent du Danube.

## Géographie
De 40 km de longueur, elle prend sa source au nord de la ville de Salzbourg sur le territoire de la commune d'Elixhausen, traverse l'Obertrumer See et le Grabensee, coule vers Mattighofen en Haute-Autriche, et se jette dans l'Inn à Braunau.
Le bassin versant de la Mattig, d'une superficie de 448 km2, couvre partiellement ou totalement le territoire de 15 communes, du sud au nord :
- Elixhausen
- Seekirchen
- Obertrum
- Mattsee
- Palting,
- Lochen
- Jeging
- Pfaffstätt
- Mattighofen
- Schalchen
- Helpfau-Uttendorf
- Mauerkirchen
- Burgkirchen
- Sankt Peter am Hart
- Braunau am Inn